# 头二三道街街道
头二三街道，是中华人民共和国河南省安陽市文峰区下辖的一个乡镇级行政单位。

## 行政区划
头二三街道下辖以下地区：
渠口街社区、梯家胡同社区、乔家巷社区和南一道社区。